# IPhone 6S
Ajfon 6S i ajfon 6S Plus (stilizovan i reklamiran kao ajfon 6s i ajfon 6s plus) su pametni telefoni projektovani, razvijeni i prodavani od strane Apple Inc.. Najavljeni su 9. septembra 2015, na Bil Graham Civic Auditoriumu u San Francisku od strane direktora Epl-a Tim Kuka, sa prethodnim najavnim instrukcijama 12. septembra i zvanično su izašli na tržište 25. septembra, 2015. godine. Ajfon 6s i 6S plus su prethodili ajfonu 7 i ajfonu 7 plus u septembru 2016.
Ajfon 6S ima sličan dizajn kao 6, ali ažuriran hardver, uključujući ojačane šasije i nadograđenih, kameru od 12-megapiksela, kao I poboljšane senzore za prepoznavanje otisaka prstiju, i LTE naprednu podršku. IPhone 6S takođe uvodi novu funkciju hardvera poznat kao "3D dodir", koji omogućava ulaze, tj.ima osetljivost na pritisak.
Ajfon 6S je imao polarizovani prijem. Dok su kvalitet performanse i kamere hvalili većina kritičara, dodavanje 3D Touch-a se dopao jednom kritičaru za potencijalno potpuno nove interakcije, ali se s druge strane nije dopao nekom drugom kritičaru zbog toga što ne pruža korisnicima očekivani intuitivan odgovor pre nego što zapravo koristite funkciju. Trajanje baterije je kritikovano, a jedan recenzent tvrdi da kamera ovog telefona nije bila značajno bolja od ostalih. The iPhone 6S postavili novi prvi rekord prodaje u toku jednog vikenda, prodajom 13 miliona modela, za razliku od 10 miliona za iPhone 6 u prethodnoj godini. Međutim Apple je uvideo svoje prve padove na kvartalnom nivou godine u mesecima nakon lansiranja, koji su pripisani zasićenom tržištu smart telefona u najvećim zemljama Apple i nedostatka iPhone kupovine u zemljama u razvoju.

## Istorija
Pre zvaničnog izlaska na tržište, nekoliko aspekata Ajfon 6S-a su bili predmet glasina, uključujući osnovni model koji ima 16 gigabajta skladišnog prostora, kao i tehnologija displeja tj.osetljivosti na pritisak poznat kao 3D dodir,i novu roze zlatnu boju.
Ajfon 6S i ajfon 6S plus zvanično su izbačeni na tržište 9. septembra 2015, tokom konferencije za novinare u Bil Graham Civic Auditoriumu u San Francisku. Rane porudžbine su počele 12. septembra, sa zvaničnom izdanjem 25. septembra
7. septembra 2016. godine, Epl je najavio ajfon 7 i ajfon 7 plus kao naslednika ajfon 6s-a i 6S-a plus.
31. marta, 2017, iPhone 6S i 6S plus su pušteni pored ajfona 7 I 7 plus u Indoneziji gde je Epl započeo svoje investicije u poljima razvoja I istraživanja.

## Specifikacije

### Hardver
Ajfon 6S je skoro identičan u dizajnu sa iPhone 6. U odgovoru na "bendgate" nedostatke u dizajnu prethodnog modela, promene su napravljene za poboljšanje trajnosti šasije. 6S je konstruisan jačom 7000 serijom aluminijumske legure , "ključne tačke" u zadnjem delu kućišta su ojačane, a ekran osetljiv na dodir integrisan i vraćen ponovo. Pored postojećeg zlatne, srebrne i sive boje, nova roze zlatna boja je predstavljena.
IPhone 6S pokreće sistem čipa Apple A9, za koji kompanija navodi da je do 70% brži nego Apple A8, a ima i do 90% bolje grafičke performanse. IPhone 6S ima 2 GB RAM memorije, više nego bilo koji prethodni iPhone, i podržava LTE Advanced. ID senzor na 6S Touch je takođe ažuriran, sa novom verzijom koja ima poboljšane performanse skeniranja otisaka prstiju u odnosu na prethodnu verziju.
Dok su kapaciteti njihovih baterija nešto manji Apple iPhone ocenjuje 6S i 6S Plus da ima isti prosečan vek baterije kao njihovi prethodnici. A9 Sistem čipa potiče iz TSMC i Samsunga. Iako se spekulisalo da je Samsung verzija imala lošije performanse baterije od verzije TSMC, više nezavisnih testova su pokazali da nema znatnih razlika između ova dva čipa. Iako uređaj nije promovisan kao takav , iPhone 6S ima stepen otpornosti na vodu zbog promene u svom unutrašnjem dizajnu,i ima silikonski pečat oko komponenti logike koji sprečava da u kratkotrajnom dodiru sa vodom bude oštećen. Njihovi ekrani su iste veličine kao iPhone 6, 4,7-inčni 750p i 5,5-inčni 1080p (plus). IPhone 6S ima tehnologiju poznatu kao 3D Touch; Senzori su ugrađeni u pozadinskom osvetljenom sloju ekrana i mere čvrstinu dodira pri ulazu korisnika pomoću udaljenost između korisnika i staklenog poklopca i samim tim ovaj uređaj pravi razliku između normalnih i snažnijih pritisaka. 3D Touch je kombinovan sa Taptic Engine vibratorom koji pruža povratne informacije. Iako je sličan, razlikuje se od tehnologije snage Touch koja se koristi na Apple Vatch i Retina MacBook, jer su osetljiviji i mogu da prepoznaju više nivoa pritisaka na dodir nego Force Touch. Zbog hardvera potrebnog za implementaciju 3D Touch, iPhone 6S je teži od svog prethodnika. IPhone 6S ima pozadinsku kameru sa 12-megapiksela, kao nadogradnju u odnosu na prethodne modele od 8-megapiksela , a prednja kamera ima 5 megapiksela. Može da snima 4K videa, kao i 1080p video na 60 i sada 120 frejmova u sekundi.
IPhone 6S i 6S plus su prvobitno ponuđeni u modelima sa 16, 64, i 128 GB interne memorije. Nakon izlaska iPhone 7. septembra 2016, 16 i 64 GB modeli sa 16 I 64 GB interne memorije su pali , a zamenjen je novom opcijom od 32 GB. Za bolji učinak skladištenje iPhone 6S koristi NVM Ekpress (NVMe), što dovodi do maksimalne prosečne brzine čitanja od 1.840 megabajta u sekundi.

### Softver
The iPhone 6S se isporučuje sa iOS 9; operativni sistem usklađuje se sa 3D Touch hardverom kako bi se omogućilo pokretanje novih operacija i komandi, uključujući i "zavirivanje" u sadržaj laganim dodirom i "iskakanje"sadržaja pri jačem pritisku, kao i pristup menijima putem linkova pute aplikacija pri jačim pritiscima na ikone na samom displeju.Aplikacije u okviru kamere kao npr. "retina Fleš" funkcija omogućava osvetljenje ekrana koji će se koristiti kao improvizovani blic na slikama koje su slikane prednjom kamerom, dok "Live Photos" snima kratki video u u kojem su jedna po jedna fotografija snimljene.

## Prijem
Nilai Patel of The Verge opisan kao 6S, ustvari model plus, po komentarima kao "upravo sada najbolji telefon na tržištu. [...] Nisu samo ostale kompanije koje mogu da izbace neku funkciju kao 3D Touch i čine da rade na način koji sugeriše stvaranje potpuno novih interfejsa paradigmi, nego svaki drugi proizvođač telefona mora da shvati tačno zašto Apple-ov kamere su toliko dosledne pre nego što zaista može da ih uporedi sa drugima. " Samjuel Gibs je u novinama The Guardian prokomentarisao da telefon" ima potencijal da bude najbolja verzija malogpametnog telefona na tržištu, ali život njegove baterije je duboko frustrirajući ", i opisao kameru kao" ne baš mnogo bolju od konkurencije " Tome Selindžer je pohvalio rad, uz napomenu da "mi sada koristimo telefone izvodeći performance kao na računarima", ali je opisao 3D Touch kao "samo jedan hvaljeni vibrator" i "nije dobro [...] još uvek ne znamo šta će se zapravo desiti dok ne probaš ". Rajan Smit i Džošua Hej na AnandTech su dodelili zlatnu nagradu osnivačima iPhone 6S i 6S PLUS, zasnovanu uglavnom na performansama telefona i dodatku 3D Touch.

### Prodaja
U ponedeljak nakon lansiranja iPhone 6s nakon vikenda, Apple je najavio da su prodali 13 miliona modela, rekordni broj koji je premašio 10 miliona prodatih iPhone-6 u 2014. godini U mesecima nakon lansiranja Apple je video svoje prve kvartalne padove na godišnjem nivou,pripisujući rezultat zasićenog tržištu smart telefona u najvećim zemljama i potrošačima u kojima Apple prodaje, kao i zemljama u razvoju.

## Hardverski problemi
U decembru 2016. godine Apple je otkrio nove detalje u vezi sa ovim pitanjem, navodeći da neispravni uređaji sadrže "komponentu baterije koja je izložena okolini duže nego što je trebalo da bude pre nego što je montirana. U saopštenju se takođe navodi da kupci "van ugroženog serije" takođe mogu doživeti neočekivana isključenja, iako su razjasnili da neke isključenja mogu da se jave u "normalnim uslovima", jer iPhone pokušava da "zaštiti svoje Electronics". Apple je takođe rekao da ce se predstojeći update operativnog sistema iOS uključiti kao i dodatne dijagnostičke alate koji će pomoći Apple da dobije više informacija o različitim vrstama problema u vezi sa baterijom. U februaru 2017. godine Apple je objavio TechCrunch, rekavši da je iOS 10.2.1 update, objavljen 23. januara, smanjio pojavu kvarova baterije za "više od 80%" na iPhone 6s uređajima. U potpunosti, izjava glasi:
Sa iOS 10.2.1, Apple je napravio poboljšanja za smanjenje pojave neočekivanih isključivanja koje je imao mali broj korisnika sa svojim iPhone uređajima. IOS 10.2.1 već ima već preko 50% aktivnih iOS uređaja koji su unapređeni i dijagnostički podaci koje smo dobili od Upgrader-a pokazuje da je ovaj mali procenat korisnika koji ima problem sa baterijom, vidno smanjen na više od 80% u iPhone 6s preko 70% na iPhone 6 uređaja koji imaju neočekivana pražnjenja baterije. Dodali smo i mogućnost za telefon da može da se restartuje bez uključivanja u struju, a ukoliko korisnik naiđe na neočekivano gašenje telefona usled pražnjenja baterije. Važno je napomenuti da ova neočekivana isključenja nisu problem bezbednosti, ali mi razumemo da može da usledi neprijatnost i da želite da rešite problem što je brže moguće. Ako kupac ima bilo kakvih problema sa svojim uređajem mogu da kontaktiraju Applecare.